# Lampropeltis
Genre
Synonymes
- Stilosoma Brown, 1890

Lampropeltis est un genre de serpents de la famille des Colubridae. Ses espèces sont communément appelées serpents-rois.

## Répartition
Les 21 espèces de ce genre se rencontrent en Amérique du Nord, en Amérique centrale et dans le nord de l'Amérique du Sud.

## Description
Ces serpents qui peuvent atteindre plus de 150 cm possèdent un corps cylindrique aux écailles lisses et brillantes ainsi qu'une tête étroite, à peine plus large que le reste du corps, se terminant par un museau arrondi. Leurs yeux ont des pupilles rondes et sont placés plus en avant que ceux de nombreuses autres espèces de serpents.
Les espèces présentent de nombreuses couleurs : noir, brun, crème, blanc, rouge, bleuté, gris. La plupart se caractérisent par des anneaux transversaux de couleur, parfois bordés d'une autre couleur, bien que certaines espèces ou sous-espèces puissent être unies. Des barres blanches sur les écailles bordant la bouche se retrouvent chez la plupart des espèces.
Les serpents rois sont des prédateurs du crotale, dont ils ne craignent pas le venin. Ils sont inoffensifs pour l’homme comme la plupart des couleuvres.
Ces reptiles se nourrissent de petits vertébrés dont de petits reptiles (ophiophage).
Lorsqu'il devient agressif ou se sent menacé, il secouera le bout de la queue dans le but de prévenir une  attaque potentielle, on trouve le même comportement chez les crotales qui le font dans le même but. C'est l'un des serpents à la pression de constriction la plus puissante.

## Liste des espèces
Selon The Reptile Database (9 décembre 2014) :
- Lampropeltis abnorma (Bocourt, 1886)
- Lampropeltis alterna (Brown, 1901)
- Lampropeltis annulata Kennicott, 1861
- Lampropeltis californiae (Blainville, 1835)
- Lampropeltis calligaster (Harlan, 1827)
- Lampropeltis elapsoides (Holbrook, 1838)
- Lampropeltis extenuata (Brown, 1890)
- Lampropeltis gentilis (Baird & Girard, 1853)
- Lampropeltis getula (Linnaeus, 1766)
- Lampropeltis holbrooki Stejneger, 1902
- Lampropeltis knoblochi (Taylor, 1940)
- Lampropeltis mexicana (Garman, 1884)
- Lampropeltis micropholis Cope, 1860
- Lampropeltis nigra (Yarrow, 1882)
- Lampropeltis polyzona Cope, 1860
- Lampropeltis pyromelana (Cope, 1866)
- Lampropeltis ruthveni Blanchard, 1920
- Lampropeltis splendida (Baird & Girard, 1853)
- Lampropeltis triangulum (Lacépède, 1789)
- Lampropeltis webbi Bryson, Dixon & Lazcano, 2005
- Lampropeltis zonata (Lockington, 1835)

## Étymologie
Le nom Lampropeltis vient du grec λαμπρος, lampros, « brillant », et  πελτα, pelta, « petit bouclier », et fait référence à la brillante coloration de leurs écailles dorsales.

## Élevage en captivité
Parmi les différents serpents rois, le serpent roi de Californie est l’un des plus communs, en captivité, cette couleuvre peut se manger elle même ainsi que ses congénères. Il est particulièrement facile à maintenir en captivité en terrarium avec une zone chaude à 30° et une zone froide, du substrat de hêtre ou de chanvres ainsi que deux cachettes, l'une au point chaud l'autre au point froid. Le nourrissage se fait en moyenne tous les 15 jours pour les mâles et toutes les semaines pour les femelles reproductrices. Bien que inoffensives pour l'homme, les lampropeltis sont dotés d'un fort caractère et n'hésitent pas à mordre. Afin d'éviter les morsures, il est recommander d'utiliser du gel antibactérien, l'odeur les repousse ; ainsi ils seront moins motivés à vous mordre.
Ce sont des serpents de la grande famille des couleuvres, et il fait partie de la famille des Lampropeltis, ce qui fait de ce serpent, un type fouisseur. 
Il n'est donc pas rare d'observer des tunnels, galeries, terriers, dans lesquels il passera le plus clair de son temps à se cacher.

## Publication originale
- Fitzinger, 1843 : Systema Reptilium, fasciculus primus, Amblyglossae. Braumüller et Seidel, Wien, p. 1-106 (texte intégral).